# نيوبلان (شركة)
شركة نيوبلان (بالألمانية: Neoplan) هي شركة ألمانية تختص بصناعة الحافلات والمحركات، أسسها غوتلوب آوفارتر (بالألمانية: Gottlob Auwärter) عام 1935.
من أشهر منتجاتها من الحافلات (الأوتوبيسات) نموذج سكايلاينر (Skyliner)، وهو نموذج من الحافلات بمستويين (بالإنجليزية: Double-decker bus)‏ (مستوى للحقائب، وآخر للركاب) ظهر لأول مرة عام 1964 من تصميم كونراد ابن مؤسس الشركة، وهو نموذج الحافلات المستخدم من قبل شركة سوبر جيت المصرية.